# Bohemismus (lingvistika)
Bohemismus (též čechismus, česká výpůjčka) je jazykový prostředek (lexikální, morfologický nebo syntaktický) přejatý do jiného jazyka z češtiny nebo podle češtiny v něm vytvořený. 
V mluvené řeči se bohemismy projevují nejvíce u Čechů mluvících cizím jazykem. Bylo je možno vysledovat i u moravskoslezských Němců, u kterých se vlivem češtiny ujala například dvojí negace (Kein Mensch weisz das nicht).
Mezinárodně rozšířenými bohemismy (internacionalismy, evropeismy) se stala slova jako robot, pistole nebo polka, do některých jazyků proniklo i slovo koláč.
Čeština měla historický vliv na další slovanské jazyky, proto bohemismy nalezneme zejména v nich.
V polštině se jedná například o slova ze sféry církevní (kościół či msza) – to byla slova, kde byla čeština pouze prostředníkem přejímání slov. Dále pak z oblasti politicko-správní (szlachta, starosta, władarz), vojenské (przyłbica, piszczała, rucznica, taraśnica), vzdělávací (szkoła, uczyciel, żak) či lékařské (niemoc, niesztowice, jitrocel).
Významný je jistě vliv češtiny na slovenštinu, kde byla přejata (často s pouze nepatrnou hláskovou úpravou) například slova diaľnica, múčnik, nálada, neuveriteľný, spotreba, totožný, účel či udalosť. Dalšími příklady jsou slova Ježíš, pekný a „pořádat“ → poriadať. Některé bohemismy ve slovenštině byly časem potlačeny (brýle → okuliare, inkúst → atrament, myslivec → poľovník, dotaz → dopyt, válka → vojna), mnohé (bota, botník, bitva, krabica, slova s příponou -tko –  lízatko, slúchatko, lehátko, tlačítko) jsou současně považovány za nespisovné a Ministerstvo kultury SR doporučuje v příručce Ako nehrešiť proti slovenčine se jim vyhýbat.
Bohemismy hrají také významnou roli v lužické srbštině, kde působily silně jako prostředek národního uvědomění a vymezení proti převládající němčině. Bohemismy tak tvoří například polovinu lužickosrbské církevní terminologie (stworičel, nadžeja), objevují se též jako odborné výrazy – nárěč, zajim (zájem), zdźělanosć (vzdělanost), sklonjować či wustawa (ústava). U některých slov převzala lužická srbština i českou slovotvorbu – skládání (sredźowěk – středověk, wjeselohra). Některé bohemismy byly později vytlačeny modernějšími výrazy (podnjebjo (podnebí) → klima, wulica (ulice) → dróha, kočovnik → nomad), zdrojová česká slova naopak již někdy nejsou užívána – calta (houska), knjeni (paní). Přejata byla i česká moderní slova jako dźiwadło, spisowaćel nebo wobrazowka.
Okrajově bohemismy zasáhly také do němčiny (vzhledem ke společenské a politické situaci tam zejména během novověku převažovalo spíše opačné jazykové působení). Mezi taková slova patří Trabant (z českého „drabant“ – člen stráže, průvodce) či Dudei (dudy). Dalšími možnými případy, kde však není vyloučeno přejetí skrz lužickou srbštinu či polštinu, jsou Halunke (holomek), Graupe (kroupy) a Marunke (meruňka).
Spíše se čeština prosazovala jako zdroj jazykových výpůjček v rakouských a bavorských nářečích. Dodnes se ve Vídni (městě se silnou českou imigrací) používají zvláště kulinářské výrazy jako Bramburi (brambory), Buchtel či Wuchtel (buchta), Liwanze (lívanec), Klobasse (klobása), Kolatsche či Golatsche (koláč), Powidel či Powidl (povidla), Skubankiv [šk‑] či Stubanki [št‑] (škubánky). Tato slova jsou však užívána spíše jako regionalismy, i když s obecnou známostí (Powidl, Sliwowitz, Zwetschge – švestka, Kretscham – krčma, Chaluppe – chalupa, Hatschek – diakritický háček).
Bohemismy lze údajně nalézt také v eposu Slovo o pluku Igorově. Na jejich základě se profesor Harvardovy univerzity Edward L. Keenan (1936 - 2015) domnívá, že autorem eposu je Josef Dobrovský.